# Saligny, Vendée

Saligny este o comună în departamentul Vendée, Franța. În 2009 avea o populație de 1,706 de locuitori.